# Ostfriesische Küstenbahn

Noordzeekust 1881

De Ostfriesische Küstenbahn was een Duitse spoorwegonderneming gelegen in Oost-Friesland met Aurich als hoofdstad van de provincie.

## Geschiedenis
De Ostfriesische Küstenbahn opende op 15 juni 1883 het traject van Emden Süd naar Norden, Esens, Wittmund en Jever als verlenging van door de Hannoverschen Westbahn gebouwde spoorlijn Hamm - Emden uit de richting Rheine.
Het trajectdeel tussen Emden-Harsweg en Norden alsmede het trajectdeel van Georgsheil naar Aurich werd toen langs de bestaande weg aangelegd. In 1903 werd begonnen met de bouw van een westelijker gelegen traject tussen Emden-Harsweg en Norden die in 1906 in gebruik werd genomen. De aansluiting naar Aurich werd verplaatst van Georgsheil naar Abelitz. Het traject van Georgsheil naar Aurich werd in 1883 aangelegd. Het personenvervoer werd in 1967 stilgelegd en het goederenvervoer werd in 1996 stilgelegd. In april 2008 werd het goederenvervoer gereactiveerd
Op 15 juni 1892 werd het traject van Norden naar Norddeich geopend en werd in 1895 verlengd van Norddeich naar Norddeich Mole voor aansluiting op de veerboten naar de Waddeneilanden.
In het stadsgebied van Emden kwam de halte Larrelter Straße die later Emden West genoemd werd. In september 1971 werd het station Emden West omgebouwd tot Emden Hauptbahnhof.
Het traject van de halte Larrelter Straße naar het station Emden-Außenhafen werd aangelegd door de Preußisch-Hessische Staatseisenbahnen en op in 1 juli 1901 geopend.
Op het deeltraject Norden - Esens werd het reizigersvervoer in 1983 stilgelegd. Het baangedeelte tussen Dornum en Esens werd in 1986 opgebroken, en heeft intussen plaats gemaakt voor een fietspad. Tussen Norden en Dornum reed af en toe nog een goederentrein, in 1989 voor het laatst. Dit traject werd in 1991 verkocht aan de Landkreis Aurich, die het sindsdien verpacht aan de Museumseisenbahn Küstenbahn Ostfriesland (MKO), die er in de zomer toeristische ritten in historische stoom- en andere treinen organiseert. In december 2002 werd het station Esens vervangen door een halte Esens.

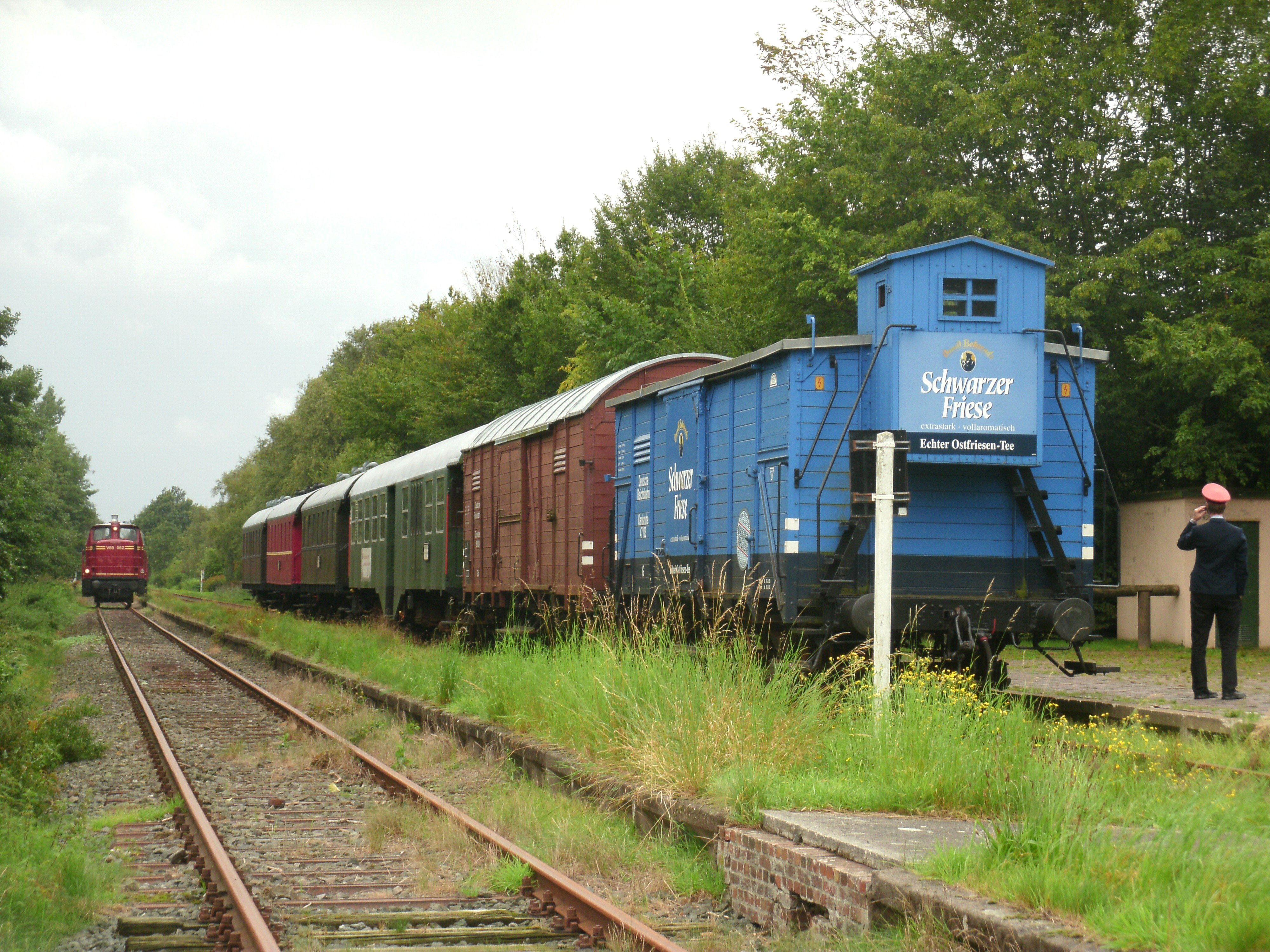
Toeristische trein van de MKO op station Dornum

## Overname
In 1896 nam de Preußisch-Hessische Staatseisenbahnen de tot de Preußisch Staatseisenbahnen behorende Ostfriesische Küstenbahn over.

## Trajecten
- Spoorlijn Emden Süd - Jever
- Spoorlijn Norden - Norddeich Mole
- Spoorlijn Abelitz - Aurich
- Spoorlijn Emden West - Emden Außenhafen